# 泉沢果那
泉沢 果那（いずみさわ かな, 1977年11月11日 - ）は愛知県出身のピアニスト、ボーカリスト、作曲家、作詞家。

## 略歴
愛知県名古屋市出身。
3歳よりピアノを弾き始め、歌手の祖父、ジャズドラマーの父親の影響から音楽を始める。
高校卒業後、アメリカ・ニューオーリンズへ留学。エディー・ボーの弟子となり、彼のライブにレギュラー出演するようになる。Marcy Roomanにも師事。アメリカでライブ活動を開始し、クラレンス・"ゲイトマウス"・ブラウン、ジョージ・ポーターJr.等 数多くの現地ミュージシャンとセッションを行う。
帰国後、大阪を中心に、塩次伸二や山岸潤史、ワイルド・マグノリアスらのセッションに参加。有吉須美人に師事。
2010年頃にリウマチを発症し、一時はピアノが弾けなくなる状態まで悪化したが、懸命のリハビリを経て回復。2013年にジョン・クリアリー・トリオJapan Tour のオープニングアクトを務める。2018年には、日野皓正の推薦により南郷サマージャズフェスティバルに出演。
その後も、岡崎ジャズストリート、名古屋ジャズストリート等全国各地の音楽フェスティバル、イベントなどでライブ活動を多数展開。
2021年9月にはRicky RODRIGUEZ とのデュオアルバム『Blessing』をリリース。
2022年7月、再度の体調悪化により「2022年年内をもってのライブ活動の休止」を発表したが、療養を経て奇跡的に回復。2024年7月に南郷サマージャズフェスティバルで本格的にステージ復帰を果たす。

## ディスコグラフィ

### リーダー作品
- 「Blessing」  泉沢果那 vocal, piano, Ricky RODRIGUEZ bass [8]